# Anna Rosling Rönnlund
Anna Rosling Rönnlund (4 de abril de 1975) es una diseñadora sueca que, junto con Ola Rosling, desarrolló Trendalyzer, un software interactivo para visualizar información estadística. Después de que Trendalyzer fuera vendido a Google en 2007, la pareja continuó trabajando en su desarrollo hasta agosto de 2010.
En 2005, junto con el estadístico Hans Rosling, cofundó la Fundación Gapminder donde ejerce como vicepresidenta de diseño y usabilidad. En 2016 anunció Dollar Street, un sitio web que presenta una calle de casas para ayudar a visualizar cómo viven personas de diferentes culturas e ingresos en todo el mundo.
En 2017 habló en una conferencia TED donde explicó el poder de la visualización de datos, y ese mismo año colaboró con Hans Rosling en el libro Factfulness junto a Ola Rosling.